# Juan Bellot i Taltavull
Joan Bellot i Taltavull (Menorca, Maó, darrer terç del segle xviii-?) fou un pianista, violinista i compositor menorquí. Destaca per ser el portador de l'òpera italiana a la ciutat de Maó i va introduir aquesta manifestació artística que devia representar el major element de cultura musical en el poble menorquí. A l'Arxiu Municipal de Maó hi ha alguns documents que va utilitzar Don Francisco Hernández Sanz per realitzar la biografia de Juan Bellot i Taltavull.
La seva vida va ser agitada, dinàmica i plena de contrasts. Va patir privacions, malalties i múltiples contrarietats.

## Biografia
El 24 de febrer de 1806, després d'haver compost en plena joventut un Tantum Ergo d'elevada inspiració demostrant unes qualitats excepcionals, va ser nomenat Mestre de Capella i organista de l'església de Santa Maria de Maó per cobrir la vacant de D. Pedro Antonio Llull a causa de la seva mort. Però el compositor, que tenia un caràcter inquiet, aspirava a més i volia ampliar els seus coneixements per poder tocar l'orgue nou que s'estava construint a Santa Maria i, per tant, va sol·licitar una pensió a la Universitat de Maó per traslladar-se a Nàpols. Li van concedir la pensió perquè es va comprometre a prendre l'estat eclesiàstic.
Va ingressar al Conservatori de la Pietá dei Turchini de Nàpols on va estudiar violí, piano i contrapunt. El jove Bellot desitjava aprendre el màxim de coneixements durant els dos anys que li havien senyalat per tornar cap a la seva terra natal. Va patir algunes dificultats degut a les campanyes napoleòniques que hi havia a Itàlia en aquell moment i aquestes dificultats augmentaven per la seva condició d'estranger. La irregularitat de comunicacions va provocar que deixés de rebre a temps les pensions de la Universitat de Maó i amb això una sèrie de contratemps i privacions. Va començar a tenir deutes i a finals del 1809 va patir unes fortes calentures que quasi el porten a la mort, de les que no es va curar fins al cap de sis mesos. Quan es va curar no va poder tornar a Maó per falta de diners i es va guanyar la vida donant classes de música, aconseguint una plaça com a violinista en el Teatre de Nàpols. Més tard, al 1810, va obtenir la plaça de primer violí a l'orquestra del Teatre de Salerm.
Malgrat haver aconseguit aquest lloc de treball, els bons amics de Bellot el van ajudar a tornar a la seva terra després de deu anys a Nàpols. Quan va arribar a Maó, va demostrar que mai havia oblidat el seu compromís amb l'església de Santa Maria. Segons algunes versions, va tornar a la ciutat acompanyat d'una tiple italiana. Però no es va poder reintegrar al càrrec de Mestre de Capella ni gaudir del Benefici conquistat gràcies a les seves aptituds perquè altres persones ja s'havien encarregat durant la seva absència de la direcció de Capella i al 1813 li van donar el càrrec a Rdvo. Jaume Alaquer i Reyes, aquest va conservar el càrrec fins a la seva partida cap a La Habana. Bellot tampoc va poder tocar el nou i magnífic orgue que es va inaugurar l'any 1810 quan era a Itàlia.
Però, deixant de banda aquestes desventures, Bellot va introduir a la ciutat de Maó la gran manifestació de l'art líric, l'òpera. Al 1817 juntament amb D. Luis Manrara, un italià, va sol·licitar al Governador de Menorca, el Sr. De Sarchaga, que li deixés a Bellot donar trenta funcions d'òpera italiana al Teatre de Maó. La sol·licitud va ser aprovada per el Governador i per la Universitat mahonesa el 27 de setembre de 1817.
Segons apunta l'historiador Hernández Sanz, Bellot va dirigir les Companyies que van actuar durant les temporades de 1817 a 1819. A causa de la llarga estada a Itàlia i el seu contacte amb els mitjans operístics, Bellot coneixia a fons les característiques d'aquest tipus d'espectacle que va donar a conèixer al poble menorquí.
A partir de 1819, va agafar la Direcció de les Companyies que van actuar al coliseu de Menorca, la companyia del signore Giovanni Palagi, cantant, literat i arquitecte, autor del projecte del nou Teatre aixecat en 1829 i autor de varis llibrets d'òpera.
A partir d'aquest moment no es coneix gaire cosa més de Bellot. És poc probable que morís en aquells moments perquè era molt jove. Davant el dubte d'aquesta mort prematura o d'una nova absència, el seu nom ha quedat per sempre unit al gloriós passat musical de Maó.